# ナンパオ
『ナンパオ』（英文・NANPAO）は、かつて田辺三菱製薬が発売していた生薬製剤及び滋養強壮保健薬の商品名である。

## 製品概要
1991年（平成3年）11月7日、田辺製薬（田辺三菱製薬の前身）より、東洋医学と八味地黄丸をベースとした中国処方・31種類の生薬エキスを配合された漢方薬として発売。
1996年（平成8年）には、パッケージを一新しリニューアルされた。
2000年（平成12年）11月7日、10種類の生薬と2種類のビタミン・タウリン・無水カフェインを配合の50ml滋養強壮ミニ栄養ドリンク剤「ナンパオ源気」を発売した。
2020年（令和2年）4月に「ナンパオ源気」、同年10月に「ナンパオ」が順次製造終了となったことで、ブランド終息となった。

## 歴代の製品案内
- ナンパオ【医薬品 → 指定第2類医薬品】 - 中高年以降における疲労倦怠感を伴う腰痛・肩こりに。31種類生薬配合（5種類動物性生薬・26種類植物性生薬）。かつては30カプセル携帯用入りと96カプセル瓶入りも存在したが、のちに出荷を終了した。64カプセル瓶入りと140カプセル瓶入り。2012年（平成24年）4月よりリスク区分が変更された。

- ナンパオ源気【医薬品 → 第2類医薬品】 - 滋養強壮・肉体疲労時の栄養補給に。10種類生薬・2種類ビタミン・タウリン・無水カフェイン配合。50mlミニドリンク剤と50mlミニドリンク剤3本入がある。

- ナンパオ源気G【医薬部外品】

- ナンパオ源気ゴールド【医薬品 → 第2類医薬品】 - 滋養強壮・肉体疲労時の栄養補給に。12種類生薬・ビタミン・タウリン・無水カフェイン配合。AJD（オールジャパンドラッグ）向け製品。50mlミニドリンク剤。

- ナンパオ源気DX【指定医薬部外品】 - 滋養強壮・肉体疲労時の栄養補給に。50mlミニドリンク剤。